# フリードリヒ・フォン・ヒューネ

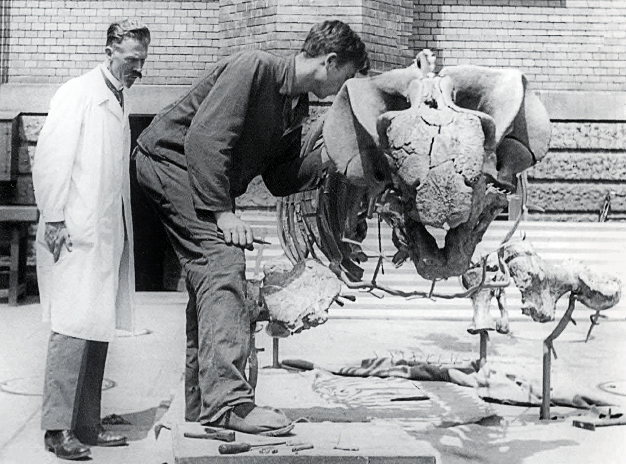
フリードリヒ・フォン・ヒューネ（左）、Stahleckeria dicynodontの骨格と共に（チュービンゲン大学）

フリードリヒ・フォン・ヒューネ（Friedrich von Huene, 1875年3月22日 - 1969年4月4日）は20世紀前半のヨーロッパにおいて最も多くの恐竜を命名したバルト・ドイツ人の古生物学者である。チュービンゲン大学で古生物学の教授を務めた。
ヒューネの発見には土砂崩れで埋められた、35頭以上のプラテオサウルスの群れや、1910年のサルトプス（初期の恐竜に近縁の爬虫類）、1926年のプロケラトサウルス、1929年の巨大なアンタークトサウルス、および他の多数の恐竜や翼竜などの化石動物が含まれる。
また古竜脚類、竜脚形類、カルノサウルス類、コエルロサウルス類などの今日でも使用される多数の恐竜の高次分類群の提案者としても知られ、マーシュなどとともに現在の恐竜分類の礎となっている人物のひとりである
無効な属名の可能性があるが初期の獣脚類であるリアスサウルス・ヒューネイ (Liassaurus huenei) は1995年、彼にちなんで命名された。